# La Duchesse de Padoue
La Duchesse de Padoue , en anglais The Duchess of Padua, est une tragédie en cinq actes d’Oscar Wilde, située à Padoue au XVIe siècle et écrite en vers libres. Elle fut écrite pour l’actrice Mary Anderson au début de 1883 alors que Wilde se trouvait à Paris. Après le refus de Mary Anderson, la pièce fut abandonnée jusqu’à sa création au Broadway Theatre à New York le 26 janvier 1891 sous le titre Guido Ferranti ; la pièce y est jouée pendant trois semaines. Elle a rarement été reprise ou étudiée depuis.

## Création
Wilde avait mentionné pour la première fois la possibilité d’écrire une tragédie en cinq actes en vers libres en 1880, avec le titre initial de La Duchesse de Florence. Il était fortement influencé par les pièces de théâtre de Victor Hugo, Lucrèce Borgia (1833) et Angelo, tyran de Padoue (1835), toutes deux des œuvres historiques situées en Italie.
Wilde désirait à l’origine faire jouer le rôle-titre à Mary Anderson. Il lui écrit alors : « Je ne peux pas écrire l’intrigue avant de vous voir et de vous parler. Les bonnes pièces sont toujours la combinaison entre le rêve d’un poète et la connaissance pratique d’un comédien qui donne à l’action sa concentration… Je veux vous voir rivaliser avec les plus grandes actrices de la terre… et ayant en vous une foi aussi parfaite que fervente, je ne doute pas un seul instant que je peux et vais écrire pour vous une pièce qui, créée pour vous et inspirée par vous, vous donnera la gloire d’une Rachel, et pourrait me rapporter la renommée d’un Hugo ».
Mais il eut des difficultés à négocier avec son impresario et beau-père, Hamilton Griffin, que Wilde appelait en privé « le Griffon ». Le 23 septembre 1882, ils se rencontrèrent tous trois à Boston et il fut décidé de lancer la pièce le 22 janvier 1883. Mais en octobre, Wilde apprit qu’ils avaient décidé d’attendre le mois de septembre. Finalement, un contrat fut signé en décembre, et Wilde reçut une avance de 1 000 livres – il devait percevoir 4 000 £ de plus si Mary Anderson acceptait en mars 1883 de jouer dans la pièce et de la produire. Ces montants était bien inférieurs à l’avance de 5 000 £ et aux royalties que Wilde avait espéré toucher, et il décrivit cet accord comme un « salaire de misère ».
Oscar Wilde finit d’écrire la pièce à l’hôtel Voltaire à Paris le 15 mars 1883, 14 jours après la date limite fixée par Griffin. Il avait du mal à communiquer avec Mary Anderson et celle-ci lui opposa un refus définitif en avril.
De manière inattendue, la pièce fut redécouverte en 1889 par l’acteur américain Lawrence Barrett, qui prit contact avec Wilde pour la produire. Wilde se déclara d’accord pour le rencontrer en juillet et lui écrivit qu’il serait « très heureux de faire toutes les modifications qu’il pourrait suggérer ». Parmi ces modifications, Barrett proposa de changer le titre pour 'Guido Ferranti, d’après le nom du personnage principal masculin plutôt que celui de l’héroïne, affirmant que cela lui apporterait un plus grand succès. Il demanda également à ce que le nom de Wilde ne soit pas attaché à la pièce, après l’échec de Véra ou les Nihilistes, mais le New York Tribune ne s’y trompa pas et identifia correctement l’auteur dans sa critique, après quoi la pièce fut présentée comme « la tragédie d’amour d’Oscar Wilde ». La pièce fut donc créée à New York en janvier 1891, avec Barrett dans le rôle de Ferranti et Minna K. Gale dans celui de la Duchesse de Padoue. Il y eut 21 représentations jusqu’à ce que Barrett y mette fin.
Wilde chercha ensuite à faire reprendre la pièce à Londres, mais elle fut refusée par Henry Irving et George Alexander. Elle ne fut pas représentée en Angleterre avant 1907, pour des raisons de copyright, et pas davantage par la suite jusqu’à 2010. Elle fut également jouée en Allemagne en 1904 et 1906.

## Intrigue
La Duchesse de Padoue raconte l’histoire d’un jeune homme nommé Guido Ferranti qui dans sa petite enfance a été confié à un homme qu’il appelle son oncle. Guido reçoit une invitation à rencontrer quelqu'un à Padoue à propos d’une affaire en rapport avec ses ascendants. En arrivant à Padoue, il est persuadé par un nommé Moranzone d’abandonner son seul ami, Ascanio, afin de se consacrer uniquement à venger son père tué par Simone Gesso, le duc de Padoue. Au cours de la pièce, Guido découvre qu’il est tombé amoureux de Béatrice, la duchesse de Padoue, et il lui avoue son amour, auquel elle répond. À ce stade Guido change d’avis et décide de ne pas tuer le duc de Padoue, mais à la place de laisser le poignard de son père auprès du lit du duc pour lui faire comprendre qu’il aurait pu le tuer s’il l’avait voulu. Toutefois, en se dirigeant vers la chambre du duc, Guido rencontre Béatrice : elle a elle-même poignardé à mort le duc pour être avec Guido. Terrifié par ce crime commis en son nom, Guido repousse Béatrice, lui déclarant que leur amour est souillé. Elle s’enfuit et en croisant des gardes, elle s’écrie que Guido a tué le duc. Il est amené au tribunal le lendemain. Béatrice tente d’empêcher Guido de parler pour sa défense, de crainte qu’elle ne soit dénoncée comme la meurtrière, mais Guido assume le meurtre pour la protéger et il est condamné à mort. Béatrice rend visite à Guido dans sa prison et lui dit qu’elle a avoué son crime, mais que les juges ne l’ont pas crue et ne lui ont pas permis de lui pardonner. Elle avale du poison, Guido ne peut plus que partager un baiser avec elle avant qu’elle expire, puis il s’empare de son poignard et se suicide.

### Personnages
- Simone Gesso, duc de Padoue
- Béatrice, sa femme
- Andrea Pollajuolo, cardinal de Padoue
- Maffio Petrucci, gentilhomme de la maison du duc
- Jeppo Vitellozzo, gentilhomme de la maison du duc
- Taddeo Bardi, gentilhomme de la maison du duc
- Guido Ferranti
- Ascanio Cristofano, son ami
- Le comte Moranzone, vieux noble
- Bernardo Calvacanti, juge de Padoue
- Ugo, le bourreau
- Serviteurs, citoyens, soldats, moines, fauconniers avec leurs faucons et leurs chiens

## Réception critique
Wilde lui-même décrivit ainsi la pièce à Mary Anderson : « Je n’ai aucune hésitation à dire qu’il s’agit de la pièce maîtresse de tout mon travail littéraire, le chef-d'œuvre (en français dans le texte) de ma jeunesse. » L’actrice, elle, fut moins enthousiaste : « Dans sa forme actuelle, la pièce ne devrait pas attirer le public d’aujourd'hui plus que ‘'Venus preserved’' ou ‘'Lucretia Borgia’'. Aucun de nous ne peut se permettre un échec, et votre Duchesse, entre mes mains, ne serait pas un succès, car le rôle ne me convient pas. Je conserve la plus grande admiration pour votre talent. »
William Winter publie une critique de la première représentation dans le New York Tribune le 27 janvier 1891 : « La pièce est habilement construite en cinq actes courts et elle est écrite avec un flux de vers libres qui est toujours mélodieux, souvent éloquent et parfois chargé de figures imaginaires d’une rare beauté. C’est moins une tragédie, toutefois, qu’un mélodrame… et le principal défaut de l’œuvre est son manque de sincérité. Personne n’y est naturel ».
La Duchesse de Padoue n’est pas considérée comme une œuvre majeure de Wilde, et elle a rarement été jouée ou étudiée. Leonée Ormond suggère à cela plusieurs raisons : elle est « tout à fait éloignée des pièces qui ont fait la renommée de Wilde, et les biographes et critiques ont eu tendance à dire qu’elle est impossible à monter, qu’elle s’inspire trop fortement de Shakespeare, des tragédies de l’époque jacobéenne et des Cenci de Shelley ».
Selon Robert Shore : « ... son histoire de realpolitik de la Renaissance, de vengeance et de grand amour est aussi loin qu’on peut l’imaginer des ironies sociales sophistiquées de L’importance d’être constant. Le dramaturge affecte la manière jacobéenne mais le résultat fait penser à un froid pastiche plutôt qu’à un hommage fiévreux. Les archétypes de Shakespeare sont à l’arrière-plan – notamment Lady Macbeth et Roméo & Juliette – mais la souplesse des vers montre que les personnages de Wilde ne brûlent jamais des passions tourmentées de leurs prédécesseurs dramatiques. En fait, c’est un mélodrame victorien ».
Joseph Pearce est plus sensible à l’influence shakespearienne chez Wilde : « Malheureusement, le caractère dérivé de La Duchesse de Padoue l’a dévaluée aux yeux des critiques… Pourtant si La Duchesse de Padoue est une imitation de Shakespeare, c’est une très bonne imitation » ; il souligne la présence du style paradoxal de Wilde dans des répliques telles que « Elle est pire que laide, elle est bonne », et il considère que la pièce partage les mêmes thèmes et la même langue que le reste des œuvres canoniques de Wilde.

## Adaptations
La Duchesse de Padoue a servi de base à un opéra en un acte de Jane Van Etten, intitulé Guido Ferranti, créé à Chicago en 1914.
L'organiste et compositeur français Maurice Le Boucher a composé une tragédie lyrique en deux actes d'après La duchesse de Padoue sur un livret de Paul Grosfils, avec trois représentations en octobre et novembre 1931, et publiée par les éditions Salabert la même année.
La pièce a été adaptée en opéra de chambre pour quatre voix et un duo de pianos par Edward Lambert en 2019.